# 杉野みどり
杉野 みどり（すぎの みどり）は、日本の地方公務員。名古屋市副市長。伊東恵美子に続き、女性としては2人目の名古屋市副市長。

## 来歴
岐阜県出身。1984年3月、南山大学法学部卒業、4月、名古屋市役所入庁。健康福祉局高齢福祉部長、子ども青少年局子ども未来企画監等を経て、2019年、子ども青少年局長。2021年5月31日、中田英雄とともに名古屋市副市長に就任。2017年に名古屋市初の女性副市長となった伊東恵美子に続き、2人目の名古屋市副市長となった。児童虐待防止をはじめ、市長の河村たかしが力を入れる子ども支援策の推進に取り組んでいる。2022年名古屋競馬取締役。